# Bataille de Gorgonzola
Guerres entre guelfes et gibelins
Batailles
1150 – 1200
- Vernavola (1154)
- Spolète (1155)
- Tortone (1155)
- Milan (1158)
- Siziano (1159)
- Crema (1159)
- Carcano (1160)
- Milan (1162)
- Prataporci (1167)
- Alexandrie (1174-1175)
- Legnano (1176)

1201 – 1250
- Calcinato (1201)
- Casei Gerola (1213)
- Cortenuova (1237)
- Brescia (1238)
- Faenza (1239)
- Giglio (1241)
- Viterbe (1243)
- Parme (1248)
- Fossalta (1249)
- Cingoli (1250)

1251 – 1300
- Bataille de Montebruno (1255)
- Cassano (1259)
- Montaperti (1260)
- Bénévent (1266)
- Tagliacozzo (1268)
- Colle (1269)
- Roccavione (1275)
- Desio (1277)
- Forlì (1282)
- Pieve al Toppo (1288)
- Campaldino (1289)

1301 – 1350
- Pavie (1302)
- La Lastra (1304)
- Milan (1311)
- Soncino (1312)
- Gaggiano (1313)
- Rho (1313)
- Ponte San Pietro (1313)
- Scrivia (1315)
- Montecatini (1315)
- Pavie (1315)
- Sestri (1318)
- Bardi (1321)
- Mirandola (1321)
- Gorgonzola (1323)
- Vaprio d'Adda (1324)
- Altopascio (1324)
- Zappolino (1325)
- San Felice (1332)
- San Quirico (1341)
- Gamenario (1345)

1351 – 1402
- Mirandola (1355)
- Casorate (1356)
- Solara (1356)
- Alexandrie (1391)
- Casalecchio (1402)

La Bataille de Gorgonzola (aussi appelée bataille de Trecella) est une bataille survenue le 19 avril 1323 près de Trecella, qui opposa les troupes viscontiennes dirigées par Marco Visconti et celles pontificales dirigées par Enrico di Fiandra. Elle s'inscrit dans le cadre plus général de la guerre entre guelfes et gibelins.

## Contexte historique
En février 1323, le pape Jean XXII impose l'interdit à Milan et le clergé présent quitta la ville. Vers la fin du mois, le légat papal, avec une armée de cavaliers gascons, catalans et italiens, se dirigea de Plaisance vers Milan. Le 23 février, il affronta les Milanais dirigés par Marco Visconti à Cassano d'Adda et prit Monza deux jours plus tard. Pendant ce temps, Raimondo di Cardona conquit Alexandrie et peu après Tortone et Valenza. Le 12 mars, Galéas Visconti fut condamné pour hérésie, et peu après, Giovanni, Luchino, Marco et Stefano Visconti le furent également. Les Milanais demandèrent alors l'aide de l'empereur Louis IV. Le 10 avril, les deux armées se rencontrèrent à Monza, mais les troupes viscontiennes furent vaincues et contraintes de se retirer à Milan, qui fut assiégée trois jours plus tard.

## La bataille
Le 13 avril 1323, Milan était désormais assiégée par l'armée guelfe. Les Visconti, pour créer une diversion, décidèrent d'envoyer vers l'Adda une deuxième armée forte de 2 000 fantassins et 1 000 cavaliers sous le commandement de Marco Visconti dans le but de détruire les ponts temporaires érigés par les guelfes à Vaprio et à Cassano, afin de couper les approvisionnements à l'ennemi et de le affamer. Cependant, la sortie de l'armée viscontienne ne passa pas inaperçue, les espions guelfes rapportèrent l'événement aux commandants basés à Monza qui envoyèrent immédiatement des forces numériquement supérieures à leur poursuite.
Les deux armées se rencontrèrent près du petit village de Trecella, à quatre milles à l'est de Gorgonzola, alors faisant partie de la piève du même nom. Les premiers à arriver sur le champ de bataille furent les Visconti, qui s'installèrent à l'ouest du champ, au nord-est de Trecella, suivis peu après par l'armée pontificale à l'est, au sud-ouest de Cassano. Les deux factions ne se livrèrent pas immédiatement bataille, mais se retranchèrent derrière leurs positions respectives, creusant de profonds fossés et érigeant des palissades. Vers midi le 19 avril 1323, Marco Visconti mit fin à l'hésitation et déploya sur le champ de bataille l'armée divisée en deux escadrons de cavalerie, l'un commandé par Marco Visconti, l'autre par son frère Luchino, et l'infanterie dirigée par Gaudenzio Marliani.
L'avant-garde de l'infanterie était composée de soldats en armure légère, derrière lesquels se trouvaient les troupes étrangères puis les fantassins milanais. Les étendards du comté, rouge et croisés, ainsi que celui portant la vipère viscontienne furent remis aux porteurs d'étendards. L'avant-garde de l'armée pontificale était composée de fantassins provençaux, gascons et allemands, suivie d'une deuxième section composée de milices d'Alexandrie, de Brescia, de Plaisance et d'autres villes lombardes et italiennes. La cavalerie était divisée en deux ailes, l'une composée de chevaliers pontificaux et des guelfes milanais sous le commandement de Castrone del Poggetto, l'autre formée de chevaliers provençaux sous le commandement de Raimondo di Cardona.
Après la remise des étendards, le son des cors et des trompettes ouvrit les hostilités. Les affrontements initiaux, impliquant l'infanterie légère des deux armées ainsi que quelques unités de cavalerie légère, furent sanglants et confus. Cependant, les guelfes eurent le dessus et Marco Visconti, voyant ses hommes en difficulté, envoya en renfort les troupes étrangères qui parvinrent à repousser l'avancée de l'ennemi et à le contraindre à une retraite désordonnée. Castone del Poggetto, méfiant de la fidélité de l'infanterie bresciane et d'autres alliés, décida de fusionner les deux ailes de cavalerie et, avec Raimondo di Cardona, chargea l'infanterie viscontienne qui venait de repousser les gascons, provençaux et allemands de l'armée pontificale.
Marco Visconti donna l'ordre à Luchino de charger avec sa cavalerie celle de Cardona tandis que lui-même attaquait l'infanterie étrangère au service des pontificaux, déjà épuisée par le combat. Aucune des deux parties ne parvint à l'emporter sur l'autre et si dans certaines zones du champ de bataille la victoire souriait aux Visconti, dans d'autres elle souriait aux pontificaux. Finalement, on annonça à Marco, blessé dans les combats, que son frère Luchino avait été grièvement blessé et comme la bataille était désormais indécise, il donna l'ordre de se retirer du champ de bataille.
La bataille fut donc sanglante, dura 4 heures jusqu'au coucher du soleil et finalement, les guelfes restèrent maîtres du champ de bataille. Les Visconti perdirent environ 400 hommes, un nombre même plus élevé de chevaux, avec un millier de blessés et 17 étendards tombèrent aux mains de l'ennemi, mais ils réussirent à capturer 4 connétables ennemis qui s'étaient trop éloignés du reste de l'armée. Les pontificaux perdirent un millier d'hommes, environ 600 chevaux et eurent plus de 1 000 blessés.

## Issue des combats et conséquences
La bataille permit aux guelfes de sécuriser leurs approvisionnements et de poursuivre pendant encore trois mois le siège de Milan, dont les faubourgs de Porta Nuova et Porta Orientale furent incendiés. Cependant, le 28 juillet, les troupes papales étaient désormais épuisées par les maladies répandues dans les camps et furent contraintes de lever le siège de la ville et de se retirer une fois de plus à Monza, où elles furent à leur tour assiégées par Marco Visconti à partir du 8 août. La bataille décisive entre les pontificaux et les Della Torre d'une part, et les Visconti d'autre part, eut lieu à Vaprio le 28 février 1324 et se solda par une victoire décisive des seconds.